# Chas McCormick
Chas McCormick (West Chester, Pensilvania, 19 de abril de 1995) es un jugador profesional estadounidense de béisbol que se desempeña en la posición de jardinero izquierdo en Houston Astros, equipo de las Grandes Ligas de Béisbol (MLB).

## Carrera
Fue seleccionado en la 21.ª ronda en el Draft de la MLB de 2017. En 2021 hizo su debut profesional con el equipo Houston Astros, donde lleva jugando cuatro temporadas.